# Seo Ji-hoon
Seo Ji Hoon (sinh ngày 25 tháng 4 năm 1997) là nam diễn viên người Hàn Quốc. Anh bắt đầu đóng phim vào năm 2016 với vai diễn khách mời trong bộ phim truyền hình Signal.

## Sự nghiệp
Seo Ji Hoon ra mắt khán giả vào năm 2016, anh tham gia một vai nhỏ trong bộ phim truyền hình Signal với tư cách là thủ phạm chính trong vụ án nữ sinh Inju. Sau đó anh tham gia web-drama Quyết chiến! Câu lạc bộ bắn cung. Seo Ji Hoon nhận được đề cử đầu tiên tại KBS Drama Awards 2016 cho diễn viễn xuất sắc nhất trong bộ phim truyền hình The Legendary Shuttle. Cuối năm 2016, anh tham diễn vai chính cho bộ phim tuổi teen Ngụy chứng của Solomon

## Phim

### Phim truyền hình
| Năm  | Tựa                                                       | Vai                     | Kênh          | Tham khảo             |
| ---- | --------------------------------------------------------- | ----------------------- | ------------- | --------------------- |
| 2016 | Signal                                                    | Jang Tae Jin            | tvN           | Khách mời (tập 11-16) |
| 2016 | Quyết chiến! Câu lạc bộ bắn cung                          | Yoo Ji Wan              | Naver TV Cast | [ 4 ] [ 5 ]           |
| 2016 | The Legendary Shuttle                                     | Jo Tae Woong            | KBS2          | [ 8 ] [ 9 ]           |
| 2016 | Ngụy chứng của Solomon                                    | Bae Joon Young          | JTBC          | [ 10 ] [ 11 ]         |
| 2017 | A Special Meal of the Weirdo 'Nara'                       | Ko Shi Saeng            | Naver TV Cast | [ 12 ] [ 13 ] [ 14 ]  |
| 2017 | School 2017                                               | Yoon Kyung Woo          | KBS2          | [ 4 ] [ 15 ]          |
| 2017 | Prison Playbook                                           | Min-sik                 | tvN           |                       |
| 2018 | My First Love                                             | Kang Shin Woo (lúc trẻ) | OCN           | [ 4 ] [ 16 ]          |
| 2018 | Misty                                                     | Ha Myung-woo lúc trẻ    | JTBC          | [ 17 ]                |
| 2018 | Tale of Fairy                                             | Kim Geum                | tvN           | [ 18 ]                |
| 2019 | Drama Stage – Crumbling Friendship                        | Kim Young-hoon          | tvN           | [ 19 ]                |
| 2019 | Flower Crew: Joseon Marriage Agency                       | Lee Soo                 | JTBC          | [ 20 ]                |
| 2020 | Meow, the Secret Boy                                      | Lee Jae-sun             | KBS2          | [ 21 ]                |
| 2020 | Gửi Anh, Người Từng Yêu Em (To All The Guys Who Loved Me) | Park Do Gyum            | KBS2          |                       |
| 2022 | Thanh xuân rực rỡ (Seasons of Blossom)                    | Lee Ha Min              |               |                       |
| 2022 | Sự trả thù của người thứ ba (Revenge of Others)           | Seok Jae Beom           | Disney+       |                       |

## Giải thưởng và đề cử
| Năm  | Giải thưởng           | Thể loại                                           | Đề cử                 | Kết quả | Tham khảo     |
| ---- | --------------------- | -------------------------------------------------- | --------------------- | ------- | ------------- |
| 2016 | 30th KBS Drama Awards | Giải xuất sắc, diễn viên trong phim đặc biệt/ ngắn | The Legendary Shuttle | Đề cử   | [ 11 ] [ 22 ] |